# Louis Delétraz
Louis Delétraz, né le 22 avril 1997 à Genève, en Suisse, est un pilote automobile suisse ; il est le fils de Jean-Denis Delétraz, ancien pilote automobile.

## Biographie

### Débuts en monoplace (2012)
Après avoir couru avec succès en karting entre 2008 et 2011, Louis Delétraz fait ses débuts en monoplace en septembre 2012 en Formule BMW. Il participe aux trois manches constituant la finale du championnat sur la Motorsport Arena Oschersleben et réalise les trois pole positions. Il termine troisième de la course 1, gagne la course 2, et abandonne lors de la course 3. Avec 40 points, il se classe quatrième de ce mini-championnat.

### Carrière en Formule Renault 2.0 (2013-2015)
Il dispute sa première saison complète en 2013 en Formula Renault 2.0 Northern European Cup, avec l'écurie Josef Kaufmann Racing. Sa première saison d'apprentissage est difficile : le Suisse se classe 19e du championnat avec une cinquième place, obtenue sur le circuit de Silverstone, comme meilleur résultat. 
Il poursuit en 2014 avec la même écurie et ses résultats sont plus satisfaisants. Dès la première course à Monza, il part en pole position et remporte la course ; cette victoire est son unique de la saison mais quatre autres podiums suivent. Louis Delétraz termine deuxième du championnat. En parallèle, il dispute six courses en Eurocup Formula Renault 2.0, quatre avec Josef Kaufmann Racing et deux avec AV Formula. Inéligible pour des points, il n'est pas classé du championnat malgré une septième place sur le Nürburgring.
En 2015, toujours avec la structure allemande du Josef Kaufmann Racing, il continue en Formula Renault 2.0 Northern European Cup. Il domine facilement la saison avec douze pole positions et neuf victoires en seize courses, et est sacré champion.
Il dispute aussi la saison d'Eurocup Formula Renault 2.0 et termine vice-champion avec trois victoires. L'écurie Comtec l'aligne lors du meeting autrichien sur le Red Bull Ring en Formula Renault 3.5 Series ; manquant d'expérience, il termine hors des points lors des deux courses.

### Entrée dans la sphère Renault et Formule V8 3.5 (2016)
En début d'année 2016, son compatriote genevois Romain Grosjean devient son mentor : « J’ai eu le soutien de Jean Alesi quand j’étais avec la Fédération Française. C’était un mentor et il vivait à Genève comme moi. Nous allions nous entraîner ensemble et je me souviens de petites conversations que nous avons eues ; on ne pense pas qu’il y a beaucoup à en garder quand on est plus jeune. Mais quand on est plus âgé, on réalise que c’étaient des messages utiles qu’il envoyait. Cela m’a beaucoup aidé dans ma carrière et si je peux faire la même chose pour Louis, ce sera formidable ». »
Louis Delétraz devient membre de la Renault Sport Academy en février,.
Après sa pige en Formula Renault 3.5 Series l'année précédente, Louis Delétraz s'engage dans le championnat remplaçant désormais appelé Formule V8 3.5 avec l'écurie britannique Fortec Motorsport, double-championne en titre avec Oliver Rowland. Il crée la surprise en remportant la première course de la saison sur le circuit Motorland Aragon. Il joue presque systématiquement le haut de tableau et gagne sa deuxième course au Castellet. Il part pour la première fois depuis la pole position sur le Red Bull Ring mais ne concrétise pas en course et termine deuxième. 
Sa deuxième partie de saison est prolifique et l'écart avec le leader Tom Dillmann se réduit de course en course. À Jerez, les deux pilotes s'accrochent ; Dillmann abandonne tandis que Delétraz reçoit une pénalité qui l'éjecte du top 10. Grâce à des résultats plus réguliers, il s'empare de la tête du classement alors qu'il ne reste que deux courses et consolide cette avance après la course 1 à Barcelone. Malgré une dernière pole position, Dillmann remporte la course et le championnat ; Delétraz termine second à sept 7 points. 
Au volant de la Carlin à Abu Dhabi pour la dernière manche de la saison de GP2 Series, une roue mal fixée le contraint à l'abandon lors de la course du samedi ; il termine 17e de la course sprint.
Il prend également part à huit courses sur quatorze de la saison d'ADAC GT Masters et termine 36e.

### La Formule 2 et premiers pas en Formule 1 (depuis 2017)

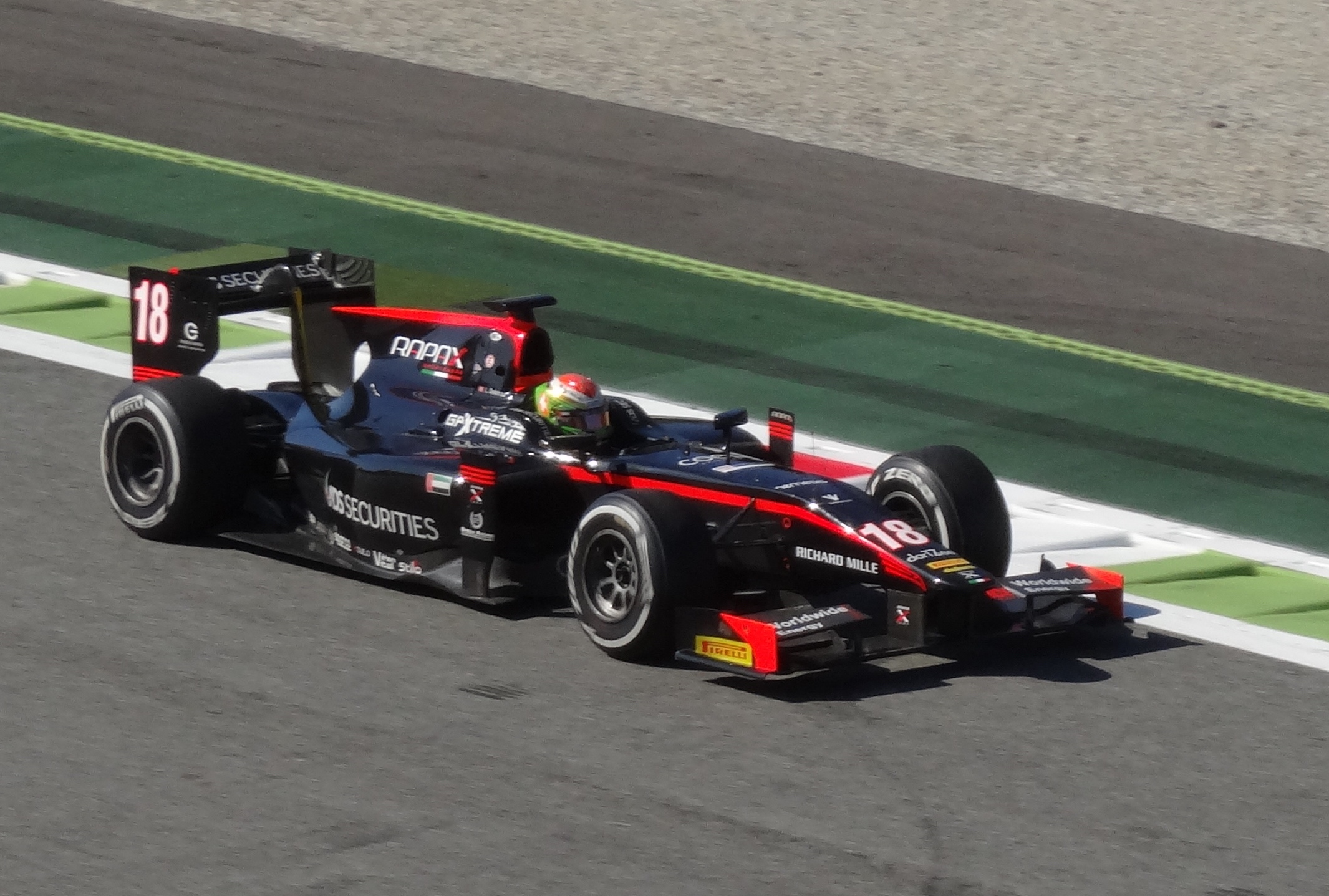
Louis Delétraz à Monza en 2017.

Les jours suivant sa pige en GP2 Series avec Carlin, il prend part aux essais de fin de saison sur le circuit émirati, avec Racing Engineering ; il est engagé par l'écurie aux côtés du suédois Gustav Malja le 16 décembre, dans une discipline qui devient par la suite la Formule 2. 
À la surprise générale, il quitte la Renault Sport Academy en 2017. Son début de saison est très compliqué puisqu'en huit courses, il termine à chaque fois loin des points. Il faut attendre la course principale de Budapest pour voir Louis Delétraz inscrire son premier point. Peu avant la manche de Spa-Francorchamps, il échange son baquet avec Nyck de Vries et rejoint Rapax Team tandis que le Néerlandais rejoint Racing Engineering. À Monza, il termine dans les points lors des deux courses, en obtenant notamment une quatrième place le dimanche, son meilleur résultat jusqu'alors. Il marque un dernier point à Yas Marina, et se classe 17e du championnat.
En décembre 2017, Louis Delétraz signe avec la nouvelle écurie Charouz Racing System ; il fait équipe avec Antonio Fuoco en 2018. Il obtient deux podiums, à Monaco puis au Castellet, et se classe dixième du championnat. En fin d'année, il prend part aux essais Pirelli pour le compte de Haas F1 Team, sur le circuit de Yas Marina.
Louis Delétraz rejoint Carlin en 2019, tout en devenant le pilote de simulateur de Haas,. Comme l'année précédente, il monte sur le podium à Monaco, à moins d'une seconde du vainqueur Anthoine Hubert, puis manque à nouveau la victoire de peu à Silverstone face à Jack Aitken. Delétraz obtient son troisième podium de l'année à Sotchi et termine huitième du classement.
Pour 2020, Louis Delétraz retourne chez Charouz Racing System, associé à Pedro Piquet. Il réalise sa meilleure saison de Formule 2 avec quatre podiums et 134 points, ce qui lui permet de terminer huitième du championnat.

## Carrière

### Résultats en monoplace
| Saison | Championnat                 | Écurie                        | Courses         | Victoires       | Pole positions  | Meilleurs tours | Podiums         | Points          | Classement      |
| ------ | --------------------------- | ----------------------------- | --------------- | --------------- | --------------- | --------------- | --------------- | --------------- | --------------- |
| 2012   | Formule BMW Talent Cup      |                               | 3               | 1               | 3               | 1               | 2               | 40              | 4e              |
| 2013   | Formula Renault 2.0 NEC     | Josef Kaufmann Racing         | 16              | 0               | 0               | 0               | 0               | 77              | 19e             |
| 2014   | Formula Renault 2.0 NEC     | Josef Kaufmann Racing         | 15              | 1               | 1               | 0               | 5               | 242             | 2e              |
| 2014   | Eurocup Formula Renault 2.0 | AV Formula                    | 4               | 0               | 0               | 0               | 0               | 0               | n.c.            |
| 2014   | Eurocup Formula Renault 2.0 | Josef Kaufmann Racing         | 2               | 0               | 0               | 0               | 0               | 0               | n.c.            |
| 2015   | Formula Renault 2.0 NEC     | Josef Kaufmann Racing         | 16              | 9               | 12              | 8               | 12              | 378             | Champion        |
| 2015   | Eurocup Formula Renault 2.0 | Josef Kaufmann Racing         | 17              | 3               | 5               | 3               | 5               | 193             | 2e              |
| 2015   | Formula Renault 3.5 Series  | Comtec Racing                 | 2               | 0               | 0               | 0               | 0               | 0               | 29e             |
| 2016   | Formule V8 3.5              | Fortec Motorsport             | 18              | 2               | 3               | 5               | 9               | 230             | 2e              |
| 2016   | GP2 Series                  | Carlin Motorsport             | 2               | 0               | 0               | 0               | 0               | 0               | 26e             |
| 2017   | Formule 2                   | Racing Engineering Rapax Team | 22              | 0               | 0               | 0               | 0               | 16              | 17e             |
| 2018   | Formule 2                   | Charouz Racing System         | 24              | 0               | 0               | 0               | 2               | 74              | 10e             |
| 2019   | Formule 2                   | Carlin                        | 22              | 0               | 0               | 0               | 3               | 92              | 8e              |
| 2020   | Formule 2                   | Charouz Racing System         | 24              | 0               | 0               | 2               | 4               | 134             | 8e              |
| 2020   | Formule 1                   | Haas F1 Team                  | Pilote d'essais | Pilote d'essais | Pilote d'essais | Pilote d'essais | Pilote d'essais | Pilote d'essais | Pilote d'essais |

### Résultats en Championnat du monde d'endurance FIA
| Saison | Écurie                    | Coéquipiers                    | Courses | Victoires | Pole positions | Meilleurs tours | Podiums | Points | Classement |
| ------ | ------------------------- | ------------------------------ | ------- | --------- | -------------- | --------------- | ------- | ------ | ---------- |
| 2021   | Inter Europol Competition | Alex Brundle Jakub Śmiechowski | 1       | 0         | 0              | 0               | 0       | 15     | 20e        |
| 2022   | Prema ORLEN Racing        | Lorenzo Colombo Robert Kubica  | 6       | 0         | 0              | 1               | 1       | 94     | 5e         |

### Résultats en European Le Mans Series
| Saison | Écurie             | Coéquipiers                                           | Courses | Victoires | Pole positions | Meilleurs tours | Podiums | Points | Classement |
| ------ | ------------------ | ----------------------------------------------------- | ------- | --------- | -------------- | --------------- | ------- | ------ | ---------- |
| 2021   | Team WRT           | Robert Kubica Ye Yifei                                | 6       | 3         | 0              | 1               | 4       | 118    | Champion   |
| 2022   | Prema ORLEN Racing | Ferdinand Habsburg Lorenzo Colombo Juan Manuel Correa | 6       | 4         | 0              | 4               | 5       | 125    | Champion   |

### Résultats aux 24 Heures du Mans
| Année | Équipe           | Coéquipiers                    | Voiture       | Catégorie | Tours | Pos. | Class Pos. |
| ----- | ---------------- | ------------------------------ | ------------- | --------- | ----- | ---- | ---------- |
| 2020  | Rebellion Racing | Nathanaël Berthon Romain Dumas | Rebellion R13 | LMP1      | 381   | 4e   | 4e         |
| 2021  | Team WRT         | Robert Kubica Yifei Ye         | Oreca 07      | LMP2      | 362   | Nc   | Nc         |
| 2022  | Prema ORLEN Team | Robert Kubica Lorenzo Colombo  | Oreca 07      | LMP2      | 369   | 6e   | 2e         |
| 2023  | Team WRT         | Rui Andrade Robert Kubica      | Oreca 07      | LMP2      | 328   | 10e  | 2e         |